# 诗阳
诗阳，（1963年—），本名吴阳，安徽省芜湖人，中国现代诗人，中国历史上第一位网络诗人。
诗阳曾在法国和美国学习并获得博士学位。1993年3月开始在互联网上大量发表诗歌作品，1994年在中文诗歌网和中文新闻组上发表的作品有数百篇之多，获学术界公认为中国首位网络诗人。
诗阳诗歌的大量发表，促使更多的网络诗人不断地出现，诗歌创作进入了网络诗歌的主流时代。诗阳曾经提出信息主义的现代诗歌创作原则。诗阳是世界上首份中文网络诗刊《橄榄树》（1995年）的创刊人以及第一和第二届主编，现为《时代诗刊》和《网络诗人》的名誉主编。

## 主要作品
- 《远郊》
- 《晴川之歌》
- 《世纪末，同路的纪行》
- 《人类的宣言》
- 《影子之歌》